# Chen Xuezhao
Chen Xuezhao (chinois : 陳學昭 ; 17 avril 1906 – 1991) est une autrice et journaliste chinoise, également connue sous les noms de Chen Shuzhang ou Chen Shuying. Elle utlise plusieurs noms de plume, notamment Ye Qu, Shi Wei, Xue Zhao et Hui. L'une des écrivaines chinoises les plus prolifiques du xxe siècle, Chen Xuezhao est l'une des premières femmes journalistes à se rendre dans les bases communistes de Yan'an en 1938.

## Parcours biographique
Fille de parents originaires de la province du Henan, Chen Xuezhao est née en 1906 à Haining dans la province du Zhejiang. Elle fait ses études à la première école normale de filles de Chine, dans le comté de Nantong, une école fondée en 1902 par l'homme politique chinois Zhang Jian.
En mai 1927, elle part pour la France où elle devient correspondante étrangère pour le quotidien Ta Kung Pao. Pendant cette période, elle rédige, à l'université de Clermont-Ferrand  une thèse sous la direction d'Elie Carcassonne et épouse He Mu, un étudiant chinois en médecine. Elle retourne en Chine avec son mari en 1935. Le couple divorce en 1941.

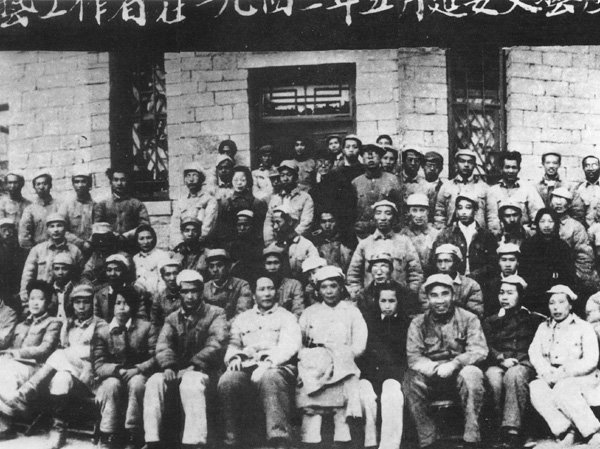
Photo de groupe au Forum de Yan'an sur la littérature et l'art (Chen Xuezhao est 5e à partir de la gauche au troisième rang)

En 1938, elle se rend à Yan'an et publie pour le périodique Guofeng une série de reportages et d'entretiens avec des hauts dirigeants du parti communiste chinois. Elle devient ensuite rédactrice en chef de la quatrième section du journal Jiefang ribao et rejoint l'École centrale du Parti communiste chinois. En 1942, elle participe au Forum de Yan'an la littérature et les arts. 
En 1945, elle rejoint le Parti communiste chinois. L'année suivante, elle devient rédactrice en chef de la quatrième section du journal Dongbei ribao. En 1949, elle devient secrétaire du comité du parti de l'Université du Zhejiang. En 1953, elle participe à une délégation de femmes chinoise en URSS. En 1957, elle est condamnée comme droitière lors de la campagne anti-droitistes et cesse d’écrire. Elle reprend l'écriture en 1978.
Chen Xuezhao a également traduit en chinois certaines œuvres de Balzac et L'Appel de Charles de Gaulle. Elle est décédée en 1991.